# Inarijskolaponski jezik
Inarijskolaponski jezik (izvorno anarâškielâ, fin. inarinsaame, ISO 639-3: smn), istočnolaponski jezik kojim na području krajnjeg sjevera Finske između jezera Inarija i norveške granice govori 300 ljudi (popis iz 2001.) od 700 etničkih inarijskih Laponaca (M. Krauss, 1995.). Većina govornika živi u području općine Utsjokija. Njime govori i nešto djece kojima je nastava u školi na finskom jeziku.

## Vanjske poveznice
- Ethnologue (14th)
- Ethnologue (15th)